# Calea ferată Ploiești Sud–Măneciu
Magistrala 304 este o cale ferată secundară a Căilor Ferate Române, care face legătura între Ploiești și localitățile de pe valea Teleajenului, având capătul la Măneciu.
Stațiile de pe această magistrală sunt: Ploiești Sud, Ploiești Est Post Nr.1 h., Ploiești Nord, Blejoi, Scăeni, Boldești, Lipănești, Măgurele Sud, Măgurele Prahova, Măgurele Nord, Făget Teleajen, Gura Vitioarei, Vălenii de Munte, Văleni Nord, Teișani, Homorâciu, Izvoarele, Măneciu Pământeni, Măneciu.

## Transport de călători
În anul 2012 compania națională CFR Calatori S.A. a decis să anuleze toate trenurile de călători pe această linie, din cauza nerentabilității lor. Dreptul de utilizare a acestei căi ferate pentru transport de călători a fost scos la licitatie, care a fost adjudecată de Transferoviar Grup, companie care însă nu a început exploatarea liniei decât după doi ani, la 23 noiembrie 2014.

## Transport de marfă
Trenuri de marfă circulă până la Teișani. Compania DB Shenker încărcând piatră. CFR Marfă operează pe aceasta linie până la Făget Teleajen.